# Lista chorążych reprezentacji Szwecji na igrzyskach olimpijskich

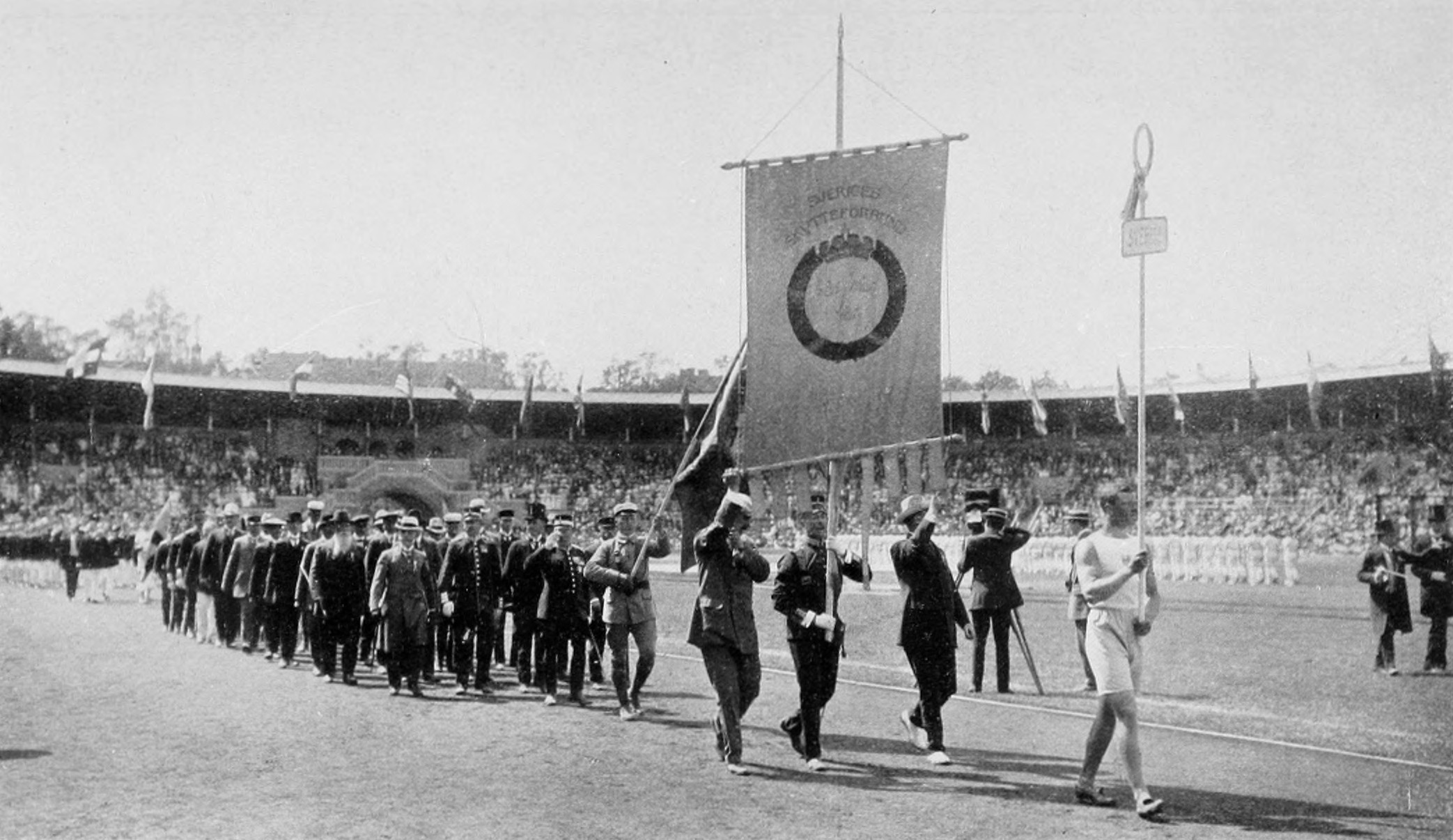
Szwecja na Letnich Igrzyskach Olimpijskich 1912

Lista chorążych reprezentacji Szwecji na igrzyskach olimpijskich – lista zawodników i zawodniczek reprezentacji Szwecji, którzy podczas ceremonii otwarcia nowożytnych igrzysk olimpijskich nieśli flagę Szwecji.

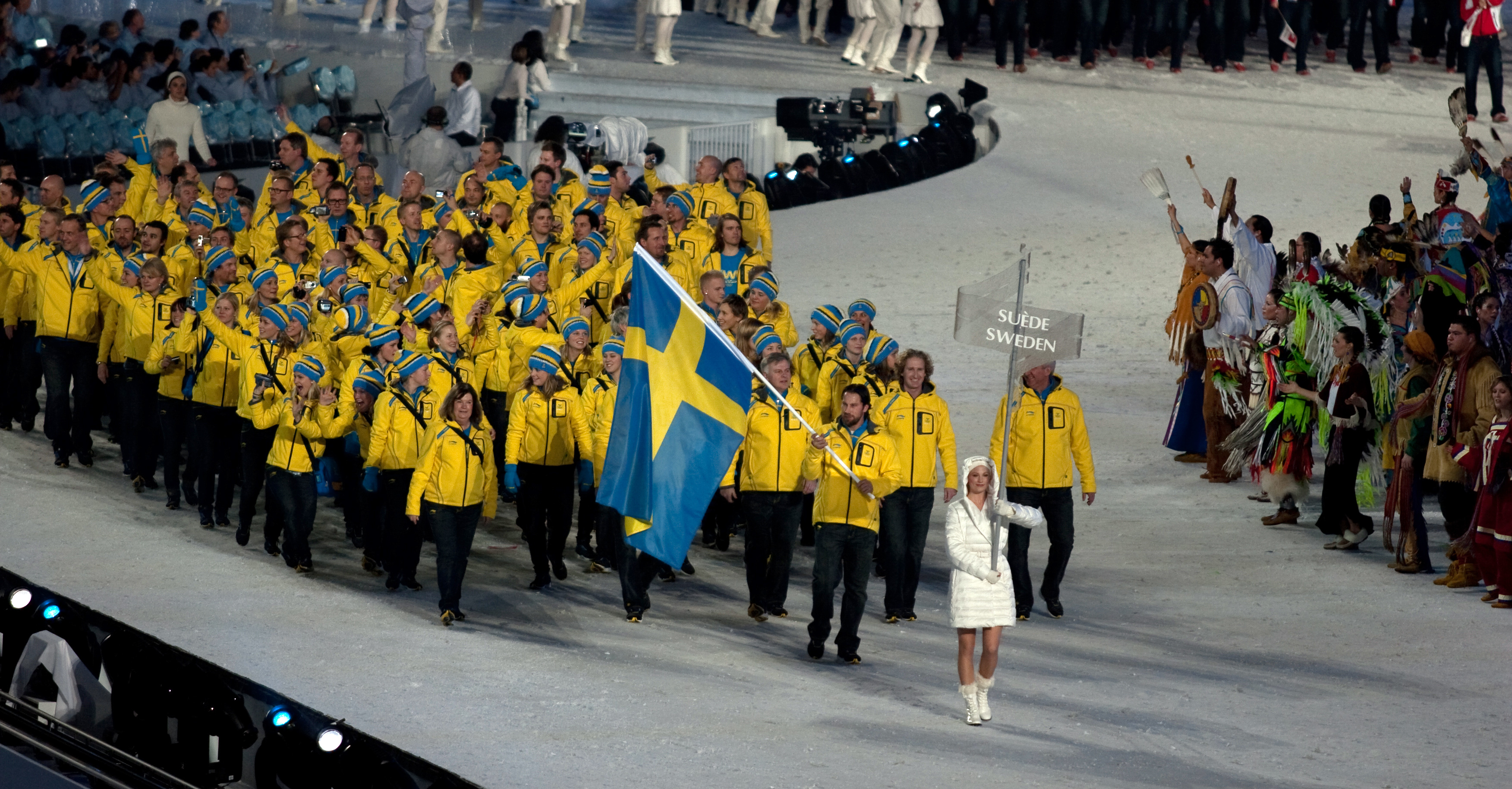
Peter Forsberg na czele reprezentacji Szwecji podczas ceremonii otwarcia Zimowych Igrzysk Olimpijskich w Vancouver

## Chronologiczna lista chorążych
| Lp. | Rok i miejsce                | Chorąży                   | Dyscyplina            |
| --- | ---------------------------- | ------------------------- | --------------------- |
| 1   | 1908, Londyn                 | Erik Granfelt             | Gimnastyka            |
| 2   | 1912, Sztokholm              | Robert Olsson             | Lekkoatletyka         |
| 3   | 1920, Antwerpia              | Hans Granfelt             | Lekkoatletyka         |
| 4   | 1924, Chamonix               | Ruben Rundquist           | Hokej na lodzie       |
| 5   | 1924, Paryż                  | Einar Råberg              | Zapasy                |
| 6   | 1928, Sankt Moritz           | Viking Harbom             | Hokej na lodzie       |
| 7   | 1928, Amsterdam              | Bo Lindman                | Pięciobój nowoczesny  |
| 8   | 1932, Lake Placid            | Sven Selånger             | Skoki narciarskie     |
| 9   | 1932, Los Angeles            | Bo Lindman                | Pięciobój nowoczesny  |
| 10  | 1936, Garmisch-Partenkirchen | Sven Selånger             | Skoki narciarskie     |
| 11  | 1936, Berlin                 | Bo Lindman                | Pięciobój nowoczesny  |
| 12  | 1948, Sankt Moritz           | Erik Lindström            | Skoki narciarskie     |
| 13  | 1948, Londyn                 | Per Carleson              | Szermierka            |
| 14  | 1952, Oslo                   | Erik Elmsäter             | Kombinacja norweska   |
| 15  | 1952, Helsinki               | Bo Eriksson               | Szermierka            |
| 16  | 1956, Cortina d’Ampezzo      | Bror Östman               | Skoki narciarskie     |
| 17  | 1956, Melbourne              | Gustaf Adolf Boltenstern  | Jeździectwo           |
| 18  | 1960, Squaw Valley           | Einar Granath             | Hokej na lodzie       |
| 19  | 1960, Rzym                   | William Grut              | Pięciobój nowoczesny  |
| 20  | 1964, Innsbruck              | Carl-Gustav Briandt       | Narciarstwo alpejskie |
| 21  | 1964, Tokio                  | William Hamilton          | Jeździectwo           |
| 22  | 1968, Grenoble               | Barbro Martinsson         | Biegi narciarskie     |
| 23  | 1968, Meksyk                 | Rolf Peterson             | Kajakarstwo           |
| 24  | 1972, Sapporo                | Hasse Börjes              | Łyżwiarstwo szybkie   |
| 25  | 1972, Monachium              | Jan Jönsson               | Jeździectwo           |
| 26  | 1976, Innsbruck              | Carl-Erik Eriksson        | Bobsleje              |
| 27  | 1976, Montreal               | Jan Karlsson              | Zapasy                |
| 28  | 1980, Lake Placid            | Eva Olsson                | Biegi narciarskie     |
| 29  | 1980, Moskwa                 | Stig Pettersson           | Lekkoatletyka         |
| 30  | 1984, Sarajewo               | Mats Waltin               | Hokej na lodzie       |
| 31  | 1984, Los Angeles            | Hans Svensson             | Wioślarstwo           |
| 32  | 1988, Calgary                | Thomas Wassberg           | Biegi narciarskie     |
| 33  | 1988, Seul                   | Agneta Andersson          | Kajakarstwo           |
| 34  | 1992, Albertville            | Tomas Gustafson           | Łyżwiarstwo szybkie   |
| 35  | 1992, Barcelona              | Stefan Edberg             | Tenis                 |
| 36  | 1994, Lillehammer            | Pernilla Wiberg           | Narciarstwo alpejskie |
| 37  | 1996, Atlanta                | Jan-Ove Waldner           | Tenis stołowy         |
| 38  | 1998, Nagano                 | Torgny Mogren             | Biegi narciarskie     |
| 39  | 2000, Sydney                 | Anna Olsson               | Kajakarstwo           |
| 40  | 2002, Salt Lake City         | Magdalena Forsberg-Wallin | Biathlon              |
| 41  | 2004, Ateny                  | Lars Frölander            | pływanie              |
| 42  | 2006, Turyn                  | Anja Pärson               | Narciarstwo alpejskie |
| 43  | 2008, Pekin                  | Christian Olsson          | Lekkoatletyka         |
| 44  | 2010, Vancouver              | Peter Forsberg            | Hokej na lodzie       |
| 45  | 2012, Londyn                 | Rolf-Göran Bengtsson      | Jeździectwo           |
| 46  | 2014, Soczi                  | Anders Södergren          | Biegi narciarskie     |
| 47  | 2016, Rio de Janeiro         | Therese Alshammar         | pływanie              |
| 48  | 2018, Pjongczang             | Niklas Edin               | Curling               |
| 49  | 2020, Tokio                  | Sara Algotsson Ostholt    | Jeździectwo           |
| 49  | 2020, Tokio                  | Max Salminen              | Żeglarstwo            |